# أحمد ياسين الخياري
أحمد ياسين أحمد الخياري: (1321 - 1380 ه‍ـ / 1903 - 1960 م)، هو شيخ القراء وأحد أدباء المدينة المنورة الأفذاذ ومن مؤرخيها المعروفين وعلى مختلف المستويات. كان يرحمه الله مديراً لمكتبة الحرم النبوي الشريف بل هو أول مدير لها وله عدة كتب مطبوعة وله اهتمام واسع بالتاريخ وعلى وجه الخصوص تاريخ المدينة الفاضلة طيبة الطيبة على ساكنها أفضل الصلاة والسلام وكان رحمه الله حريصاً على اقتناء الكتب والمؤلفات المتعلقة بالمدينة المنورة وتاريخها الحافل.

## مولده
ولد بالمدينة المنورة عام 1321 هجرية..

## تعليمه
- حفظ في كتاتيب الحرم النبوي في العاشرة من عمره.
- حفظ المتون في سائر الفنون وقرأ شروحها على والده.
- تعمق في دراسة القراءات السبع والعشر والأربعة المتممة لها.
- أكمل دراسته في الجامع الأزهر.

## مناصبه
- أدرج اسمه ضمن علماء الحرم النبوي بعد عودته من القاهرة مباشرة في أوائل عام 1345هجرية.
- قام بالتدريس في مدرسة النجاح واشترك في لجنة الاختبار السنوي لمدارس المدينة المنورة عدة سنوات.
- عين عضو وسكرتير ونائب لرئيس لجنة تنظيم مكتبات المدينة المنورة ومديراً لمكتبة الحرم النبوي ثم مديراً لمكتبة المحمودية.[2]
- كما عين عضواً في جمعيات مشروع القرش والإسعاف الخيري وشركة الطبع والنشر ولجنة إصلاح طريق قباء المتفرعة عن رئاسة البلدية.
- حاز بالانتخاب على عضوية وسكرتارية ونيابة رئاسة مشيخة القراء والحفاظ.
- كما عين عضواً في مجلس الأوقاف وعمل في المحكمة الشرعية بطريق الانتداب للبحث في سجلات المحكمة الشرعية الكبرى عن الأوقاف المغمورة العائدة نظارتها إلى مديرية الأوقاف بالمدينة وفي الحرم النبوي الشريف مندوباً عن الأوقاف للإشراف على ترميم أبواب الحرم النبوي.[3]
- أنشئ في عام 1353 هجرية مدرسة أهلية خاصة بالتجويد والقراءات العشر وقد التحق بها كثيراً من أقطاب العلماء في المدينة، والتي زارها واثنى عليها عدد كبير من العلماء والأعلام في الأقطار الإسلامية خلال شهور الحج والزيارة.
- عين مديراً للمدرسة السعودية للقراءات (التي تحولت أخيراً إلى معهد للقرآءات) لمدة عشر سنوات.

## مؤلفاته
تجاوزت مؤلفاته الخمسين كتاباً وهي على وجه العموم تدور حول القرآن وعلومه وفن التاريخ.

### من أهم مؤلفاته
1. تاريخ المدينة المنورة في الشعر العربي قديماً وحديثاً.
2. أمراء المدينة المنورة وحكامها من عهد النبوة حتى اليوم.
3. التحفة الشماء في تاريخ العين الزرقاء.
4. الأوائل في تاريخ المدينة المنورة.
5. محاضرات في علوم القرآن: مجموعة محاضرات عن القرآن وعلومه.
6. حمام الحمى الحجازي.
7. عجائب المقروئات وغرائب المسموعات.
8. تعميم النفع بتبسيط القراءات السبع.
9. ديوان شعر.
10. الحكم الفصل في الفرق بين الضاد والظاء.
11. الهجرة النبوية، أسبابها، خطتها، طريقها, نتائجها، خاتمتها.
12. الخير العرمرم في أصل وتاريخ بئر زمزم.
13. تاريخ معالم المدينة المنورة قديما وحديثا.
14. الجندية قديما وحديثا.
15. فتح العليم الحكيم في تجويد القرآن الكريم: تضمن الكتاب جانب أحكام التجويد وأهميته في تلاوة القرآن من ذلك: الحكم الفصل في الفرق بين الضاد والظاء وهو كتاب له أهميته بالنسبة للنحويين.
16. سر الامتثال والاقتداء في علم الوقف والابتداء.
17. الأجوبة الشافية على الأسألة الخافية.
18. غرائب التاريخ وعجائبه.
19. ذكر الزراعة في القرآن الكريم والأحاديث النبوية الشريفة.

### كتب لم تطبع
1. تفسير القرآن الكريم ـ دائرة المعارف القرآنية.
2. النور الساطع في قراءة الامام نافع.
3. النور الباهر في قراءة الامام ابن عامر.
4. فتح العليم القدير في قراءة الامام ابن كثير.
5. القريب النائي في قراءة الامام النسائي.
6. الجواهر والدرر في تراجم أسانيد القراء الأربعة عشر.
7. الأوائل في تاريخ المدينة المنورة.
8. الأجوبة المسكتة القولية والعقلية.
9. روضة الفكر والجنان في فضائل أمهات البلدان.
10. الألفاظ العلمية والدينية والأدبية والفكاهية والحسابية.

## وفاته
توفي رحمه الله في ليلة الأربعاء 17 رجب من عام 1380 هجرية.